# Březové Hory
Březové Hory (německy Birkenberg) jsou západní část okresního města Příbram v okrese Příbram. Při hranici s obcí Podlesí protéká Litavka. Prochází tudy silnice I/18. Je zde evidováno 589 adres. Trvale zde žije 1323 obyvatel. Původně vznikly jako hornická osada, která historicky bojovala o míru nezávislosti na městu Příbrami. Při zavedení obecního zřízení roku 1850 se staly obcí, roku 1896 byly povýšeny na královské horní město, roku 1953 však byly připojeny k městu Příbrami a podrobeny novému konskripčnímu členění města, které není skladebné s katastrálním. Březové Hory tak zůstaly vyčleněny pouze jako katastrální území o rozloze 2,47 km2, jehož většina patří do evidenčních částí Příbram VI-Březové Hory a Příbram VII, menší části i do částí Příbram V-Zdaboř, Příbram VIII a Příbram IV.

## Geografie

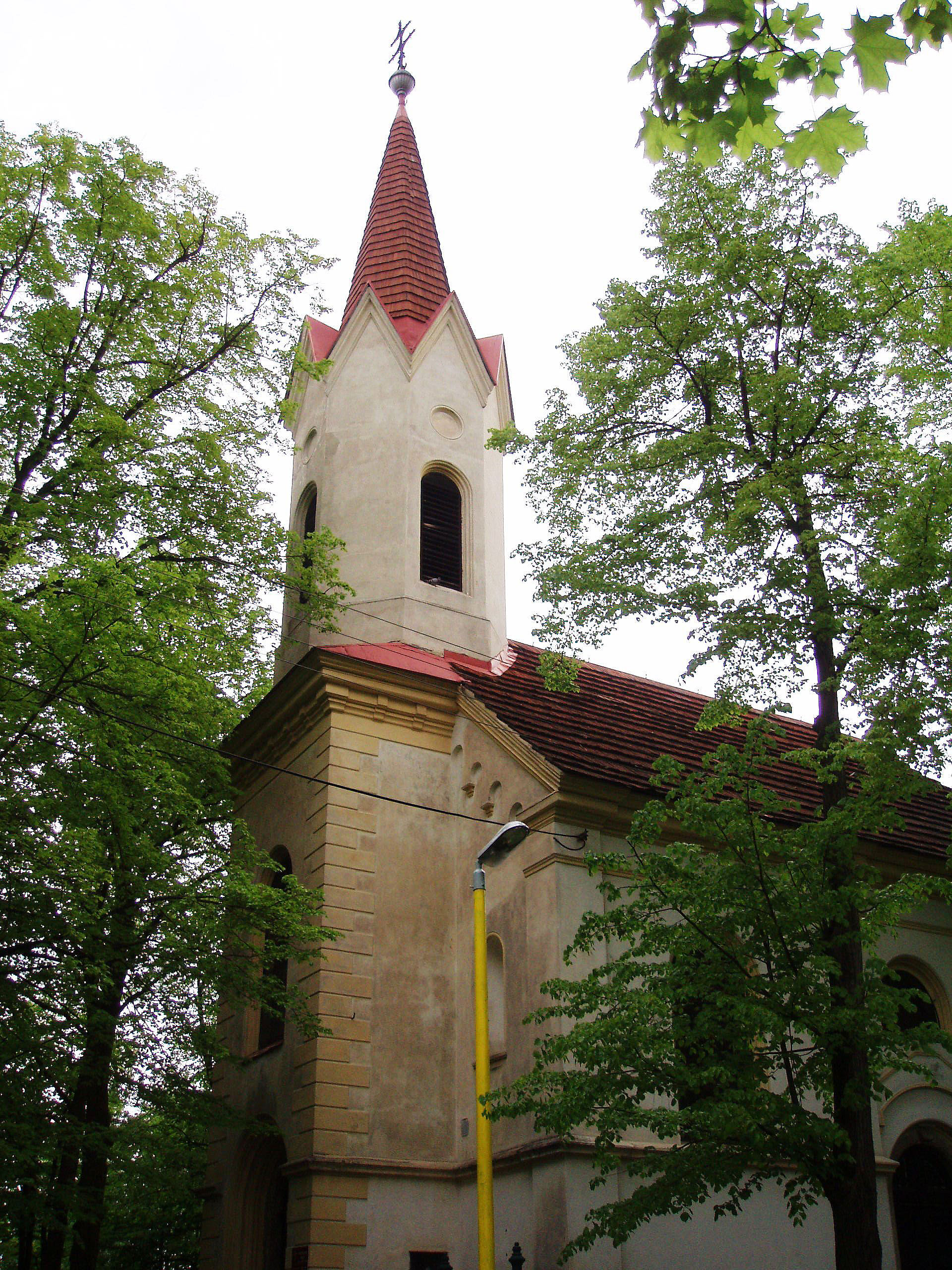
Kostel Svatého Prokopa na Březových Horách

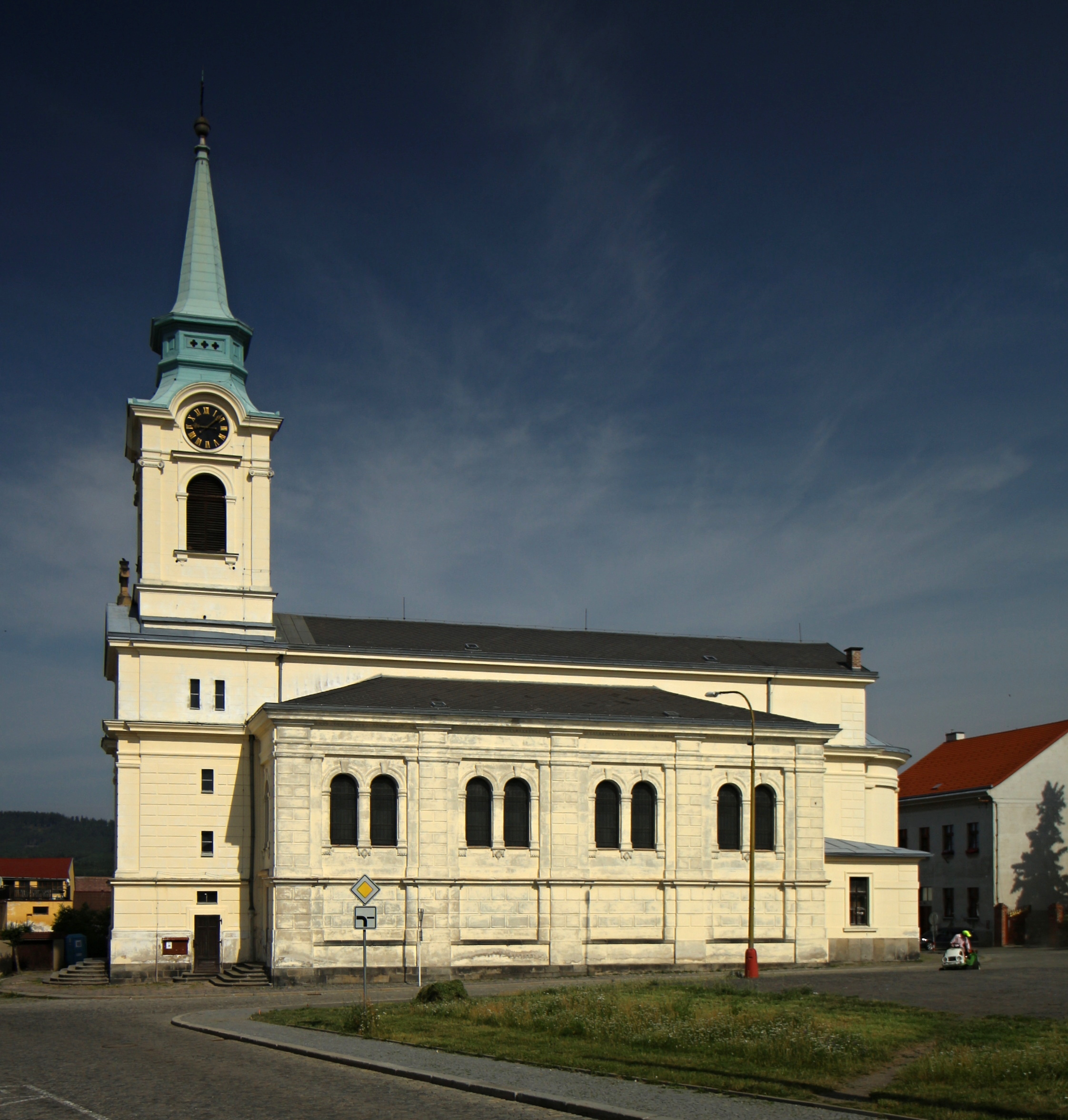
Kostel svatého Vojtěcha na náměstí J. A. Alise

Březové Hory se nacházejí na západním okraji města Příbrami. Jejich historické jádro je zároveň jádrem a jižní částí evidenční části Příbram VI-Březové Hory – její průnik s katastrálním územím Březové Hory tvoří základní sídelní jednotky Nad Litavkou, U Vojtěcha díl 1 a U Dolu Anna díl 1. Jihovýchodní, převážně sídlištní část území Březových hor je vymezena jako evidenční část Příbram VII (základní sídelní jednotky Březové Hory-sever, Březové Hory-jih a Březové Hory-západ II). Okrajové části Březových Hor jsou přičleněny k dalším evidenčním částem města, a to Příbram V-Zdaboř (základní sídelní jednotka Březové Hory-západ I, tj. nemocniční a policejní areál a sídliště kolem Slunné ulice), Příbram VIII (ZSJ Březové Hory-jih díl 2) a Příbram IV (ZSJ U Vojtěcha díl 2 a U Dolu Anna díl 2).

## Historie

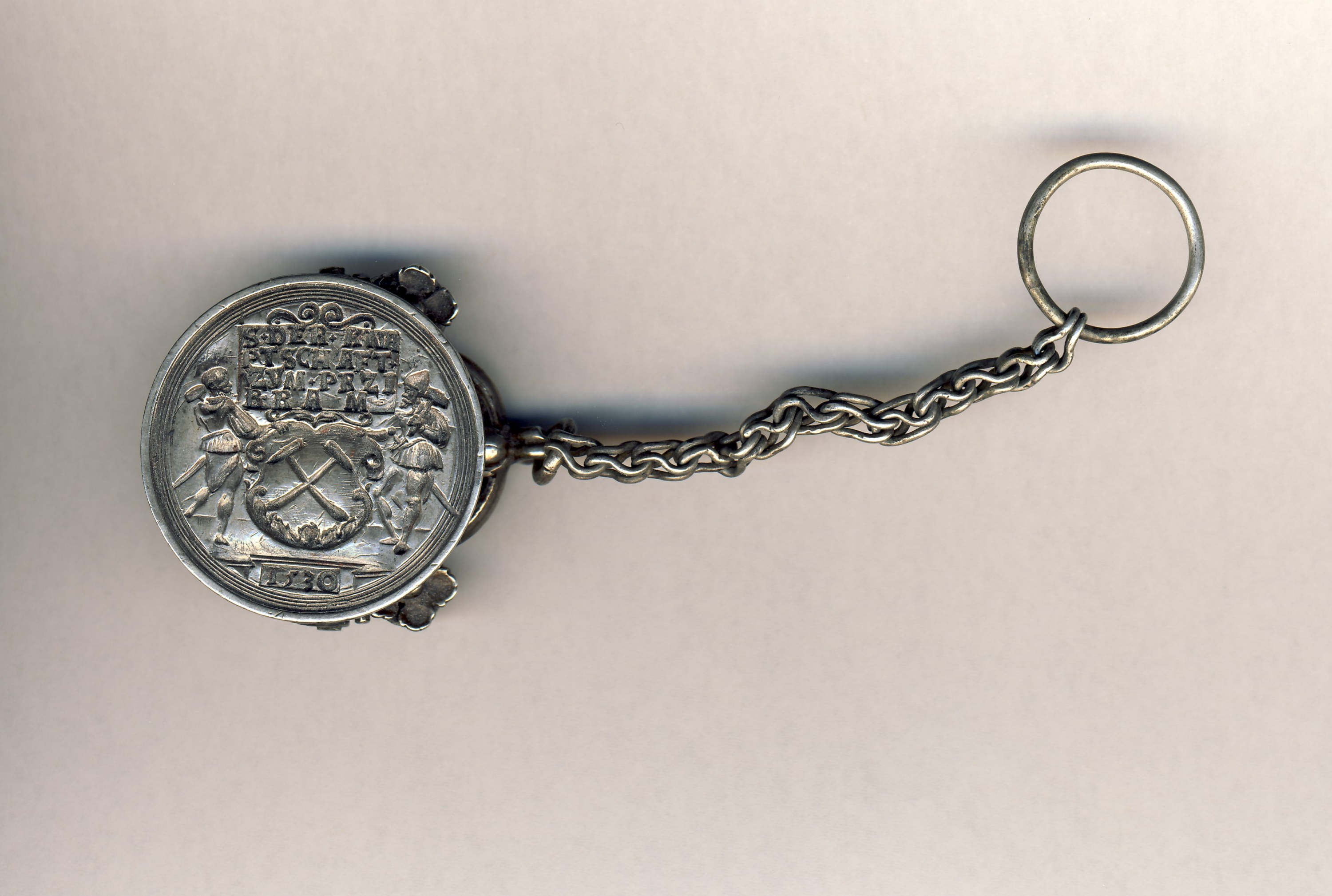
Pečeť horního bratrstva v Březových Horách z roku 1530 (SOkA Příbram)

Počátkem 16. století začala u zdejších stříbrnorudných dolů patřících majitelům nedaleké Příbrami vznikat hornická osada. Již roku 1525 rozhodl se majitel úhoru na Březové Hoře, Jan z Vitence, přidělit půdu horníkům k založení svobodné hornické osady, nesoucí název Březové Hory. Březohorské bratrstvo pak dostalo při svém zrodu roku 1530 Jáchymovský důlní řád a hormistra jako nejbližšího představeného. Oficiálně však byla osada založena až v letech 1553–1555, kdy začaly být jednotlivým novousedlíkům vyměřovány parcely. Příbramská městská rada pak požádala roku 1559 českého krále a císaře Rudolfa II. o povolení, aby březohorská obec měla i svou samosprávu, ale aby byla podřízena příbramskému purkmistru. Císař prosbě vyhověl a Březové Hory se tak dostaly na úroveň ostatních obcí příbramského panství, v nichž vrchnost čili městskou radu měl zastupovat rychtář. Pravomoc nad Březovými Horami se však stala dlouhodobým sporem mezi příbramským magistrátem a horním úřadem. Horní úřad tvrdil, že osada Březové Hory v ničem nezávisí na městu Příbrami, protože má své vlastní právo, pozemkovou knihu, pečeť i vězení a jejich konšelé s rychtářem jsou dosazováni mincmistrem, kdežto magistrát v Příbrami zase tvrdil, že březohorští ve všem spadají pod magistrát.
Velmi těžké časy zažily obyvatelé Březových Hor v období Třicetileté války. Průtahy vojsk Českým královstvím vždy doprovázelo plenění spojené s krveprolitím místních obyvatel. Již na počátku války, v roce 1620, drancovaly zdejší kraj jak stavovští, tak i císařští vojáci a to i opakovaně. V zimě 1631 vtrhly do Čech Sasové. Ve městě zpustošili vše, co se za poslední léta podařilo opravit. Zůstali tu do jara a obyvatelstvo je muselo živit. Nejhorší však byly vpády švédských vosk. Po Velikonocích roku 1639 vtrhly švédští vojáci do města. Vynesli všechno, co se dalo, i z dolů, a ukradené věci si odváželi na vozech. V létě 1648 se Švédové objevily znovu a mnoho obyvatel před nimi raději uteklo do lesů za Obecnici. Vojáci pak mnoho domů vyloupili a spálili. Při soupisu obyvatelstva z roku 1651 je tehdy pro práci spojenou s doly na Březovém vrchu zapsáno jen kolem deseti horníků, koželuh a kovář. Polovina březohorských dolů byla během Třicetileté války zničena, zdejší obyvatelé buď zemřeli, nebo odešli. Po konci Třicetileté války se zbídačené městečko jen pomalu navracelo k předválečné éře. Hospodářské poměry se začaly zlepšovat až počátkem 18. století.
Jenže i přesto, že se na Březových Horách dolovalo stříbro a částečně i zlato, byla obec chudá, neboť nedostávala žádný podíl ze zisku. Nakonec byla pravomoc horního úřadu nad Březovými Horami v roce 1797 definitivně zrušena a i přes mnohé protesty březohorských přenesena na regulovaný příbramský magistrát. Březové Hory těžce nesly poddanství městu Příbrami, zvláště, když většina dolů byla na území březohorském, takže podle přesvědčení příslušel titul královské horní město spíše Březovým Horám než Příbrami, která tento titul a něj plynoucí výhody, obdržela již roku 1579.
O svou úplnou samostatnost, kterou jí Příbram nechtěla poskytnout, tak musela březohorská obec bojovat dlouhou řadu let. V roce 1843 povolil krajský úřad oddělit daňovou evidenci Březových Hor od Příbrami, čímž byl učiněn významný krok na cestě k jejich nezávislosti. V roce 1848, kdy zde žilo již 2000 obyvatel, bylo březohorské obci, jakožto hornickému městu, povoleno konání čtyř výročních trhů. Její žádosti ze srpna 1850, aby byla Březovým Horám povolena plná jurisdikce magistrátu, však vyhověno nebylo. Další žádost o osamostatnění byla podána v prosinci 1873 a to přímo Zemskému výboru v Praze. Ten doporučil obrátit se v této záležitosti na zemské finanční ředitelství, které proti tomu nevzneslo žádné námitky a tak mohla být v roce 1880 samostatná březohorská obec vyjmuta ve všech záležitostech z katastru obce příbramské.
Na Březových Horách tak byl v roce 1880 zřízen poštovní úřad, v roce 1884 telegrafní a četnická stanice a roce 1890 dokonce i sirotčinec. Malá hornická kaple sv. Prokopa na vrchu Koráb, byla v roce 1879 rozšířena na malý kostel a s velkým nákladem pak byl roku 1889 na náměstí postaven nový kostel sv. Vojtěcha. Farní expozitura, založená zde roku 1879, byla v roce 1896 změněna v samostatnou faru.
Na žádost obecního představenstva rozhodl císař František Josef I. 20. dubna 1896 o povýšení Březových Hor na královské horní město. Povýšení bylo městu uděleno jako ocenění za řádné vedení obecní záležitosti a za významnou horní činnost. Císař pak ještě 19. ledna 1897 vydal pro Březové Hory privilegium, jímž městu povolil užívání znaku. V té době žilo na Březových Horách skoro 5500 obyvatel.
Samostatnost Březovým Horám nevydržela dlouho. Po nástupu komunismu v Československu k moci se dne 30. října 1952 místní národní výbor v Příbrami obrátil s žádostí o sloučení obou měst na okresní národní výbor. Ten i přes protesty občanů výměr o sloučení vydal a tak od 1. ledna 1953 přestaly být Březové Hory samostatné a staly se znovu součástí města Příbram. Stávající katastrální území Příbram a Březové Hory byly evidenčně (pro účely číslování domů) rozděleny do číslovaných částí obce, které nedodržují skladebnost ve vztahu ke katastrálnímu členění – původní Březové Hory tak spadají zejména do částí Příbram VI-Březové Hory (historické jádro města) a Příbram VII (převážně sídlištní oblasti), okrajové části Březových hor i do částí Příbram V-Zdaboř, Příbram VIII a Příbram IV. Do části Příbram VI-Březové Hory naopak byla přičleněna i nemalá část katastrálního území Příbram severně od katastru Březových Hor, která zahrnuje novější části důlního komplexu, přírodní oblasti kopců Ferdinandka a Huťský lesík a také hutní areál za těmito kopci, mezi vesnicemi Podlesí a Vysoká u Příbramě.

## Symboly
Březové Hory nemají dle zákona, jako část města Příbram, nárok na znak a vlajku

### Znak
Do roku 1897 užívaly Březové Hory znak tvořený červeným štítem se zkříženými hornickým kladivy (dle Ottova slovníku naučného z roku 1897 to byly mlátek a želízko) a pod nimi uprostřed přibývající měsíc, obrácený cípy k (heraldicky) pravé straně. Dle Otty (obrázek jej však neobsahuje) a Středočeské vědecké knihovny v Kladně byl štít s korunou a štítonoši byli horníci ve slavnostním obleku černé a stříbrné barvy se zelenými čepicemi, každý z nich držel ve volné ruce kladivo.
Nástroje jsou hornickým symbolem, půlměsíc symbolizuje stříbro.
20. dubna 1896 bylo město povýšeno na královské horní město a 19. ledna 1897 udělil František Josef I. městu privilegium užívat znak.[zdroj?] Nový znak byl tvořen modrým štítem se stříbrnou kvádrovanou zdí opatřenou cimbuřím a otevřenou bránou (s červeným pozadím) s párem zlatých veřejí s vytaženou zlatou mříží. Do brány vložena zkřížená hornická kladiva se zlatými držadly, pod nimi stříbrný půlměsíc s cípy obrácenými doprava. Za městskou zdí vystupovaly dvě stříbrné věže ukončené cimbuřím o čtyřech stinkách a s červenými špičatými střechami. Mezi věže vložen stříbrný štítek se zeleným stromem (břízou), vyrůstajícím ze zeleného trojvrší. Nad štítem městská hradební koruna, po každé straně štítu jeden svátečně oděný horník (každý držel v jedné ruce kladivo, druhou se opíral o štít). Horníci oděni do bílých přiléhavých kalhot, červených střevíců a kabátů s "flekem". Na hlavách černé válcové čapky se stříbrnými zkříženými kladivy nad čelem. Pravý horník je vousatý, levý má jen knír.
Tento znak se užíval až do sloučení Březových Hor s Příbramí v roce 1953.

### Vlajka
Přestože nemají nárok na vlajku, nechaly si Březové Hory v Národním registru vlajek a praporů (ten registruje vlajky, které nejsou stanoveny na základě zákonů České republiky) registrovat vlastní vlajku. Ta byla registrována 3. prosince 2022 pod číslem 0062-C.
Vlajka je tvořena listem o poměru stran 2:3 se čtyřmi vodorovnými pruhy v poměru šířek 4:1:1:4: bílým, zeleným, černým a modrým.

Vlajka Březových Hor Poměr stran: 2:3

## Společnost
Ve městě Březové Hory byly v roce 1932 evidovány tyto živnosti a obchody (výběr): poštovní úřad, telefonní úřad, telegrafní úřad, četnická stanice, 2 katol. kostely, sirotčinec, chudobinec, sbor dobrovolných hasičů, výroba autokaroserií, doly Anna a Vojtěch Správy státních dolů, Středočeská továrna speciálních hraček, Státní továrna na drátěná lana, 2 lékaři, Bio invalidů, 14 hostinců, 2 kloboučníci, lékárna, planografie, 5 rukavičkářů, zubní ateliér.

## Hospodářství

### Těžba stříbra
První doklad o dolování stříbra na Březových Horách pochází ze 14. století. Největší slávy dosáhly Březové Hory na přelomu 18. a 19. století, kdy bylo postupně zaraženo pět hlubinných dolů. V roce 1779 to byl důl Vojtěch, v roce 1789 důl Anna, v roce 1813 Ševčínský důl, v roce 1822 důl Marie a v roce 1827 důl Prokop. V roce 1832 byl zaražen důl Drkolnov jenž sloužil jako pomocný důl pro čerpání důlnívj vod. Objem vytěženého stříbra poté dosahoval až 97 % veškeré těžby tohoto kovu v tehdejším Rakousko-Uhersku a Březové Hory se tak staly hlavním producentem stříbra v Evropě.
Na počátku 20. století však nastal postupný úpadek těžby, přesto se zde, díky státním dotacím, těžilo až do roku 1978. Po ukončení těžby bylo v několika důlních objektech vybudováno hornické muzeum Příbram, které bylo a stále je postupně rozšiřováno a tak se v současnosti řadí k největším hornickým muzeím nejen v České republice, ale i v Evropě.

## Pamětihodnosti
- Kostel svatého Vojtěcha na náměstí J. A. Alise
- Kostel svatého Prokopa v Prokopské ulici

## Osobnosti
- Jan Antonín Alis (1732–1801), hormistr a huťmistr, zakladatel novodobých březohorských dolů
- Josef Bartoš (1861–1924), český hudební skladatel
- Hynek Klička (1867–1949), český novinář a politik, poslanec Říšské rady, starosta Březových Hor
- Karel Babánek (1872–1937), básník a spisovatel
- Jiří Baborovský (1875–1946), český fyzikální chemik
- František Suchý Pražský (1891–1973), český hudební skladatel a spisovatel; sběratel a upravovatel lidových písní
- Hermína Týrlová (1900–1993), česká scenáristka, režisérka a animátorka
- Antonín Jedlička (1923–1993), český herec
- Bohuslav Korejs (1925–2023), český skladatel chrámové hudby